# Thecla agrippa
Thecla agrippa är en fjärilsart som beskrevs av Fabricius 1793. Thecla agrippa ingår i släktet Thecla och familjen juvelvingar. Inga underarter finns listade i Catalogue of Life.